# Send My Love (To Your New Lover)
«Send My Love (To Your New Lover)»  —en español: «Envíale mi amor (a tu nueva amante)»— es una canción compuesta e interpretada por la cantautora británica Adele perteneciente a su tercer álbum de estudio, 25. Salió al mercado musical el 16 de mayo de 2016 a través de XL Recordings como tercer sencillo de dicho disco. Adele coescribió la canción junto a Max Martin y Shellback, quienes también la produjeron. «Send My Love (To Your New Lover)» es una canción pop con un sonido enérgico, la cual Adele describe como un «feliz, te has ido», dedicada a un exnovio.
Después de su lanzamiento, la canción recibió elogios de los críticos especializados y apareció en varias listas internacionales luego del lanzamiento de 25. Alcanzó el puesto número cinco en el Reino Unido, número ocho en los Estados Unidos y número diez en Canadá. El vídeo de la canción dirigido por Patrick Daughters fue estrenado el 22 de mayo de 2016 en la entrega de los Billboard Music Awards. Los críticos musicales en su mayoría elogiaron el vídeoclip por su simple concepto minimalista y naturalmente alegre. Este mismo recibió una nominación por ‹mejores efectos visuales› en los MTV Video Music Awards de 2016.

## Antecedentes y desarrollo

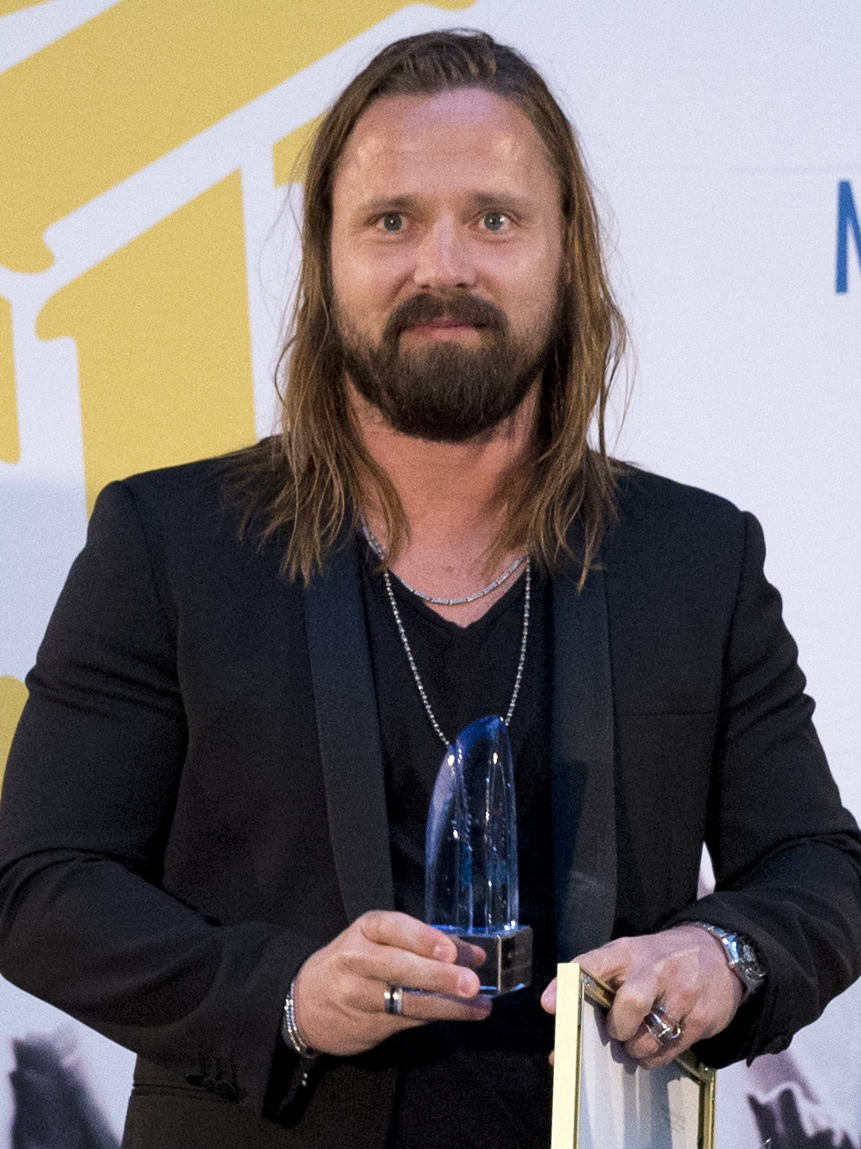
Max Martin, productor de la canción y también coescritor.

Después de que las sesiones de grabación de Adele con Ryan Tedder no dieran muy buenos resultados, decidieron ir a almorzar a un restaurante donde Adele escuchó «I Knew You Were Trouble», canción de Taylor Swift y al instante le gustó. Poco después de esto, Adele comenzó a trabajar en la pista, reelaboración de un borrador de una canción que había escrito cuando tenía trece años después de haber sido inspirado por el disco Frank de Amy Winehouse. La canción fue escrita por Adele, Martin y Shellback, estos dos últimos quienes también estuvieron a cargo de la producción. Martin también proporcionó algunos de los coros y Shellback se encargó de la percusión. El tema fue grabado en dos estudios; MXM Studios en Estocolmo y Eastcote Studios en Londres. En un principio la canción se iba a llamar «We Ain't Kids No More» pero en el último minuto Adele cambió el título a «Send My Love (To Your New Lover)», explicando: «De lo contrario, también podrían llamar 'viejo' al jodido álbum». Durante una entrevista con The Guardian, Adele se refirió a la canción como un "jódete!" a un exnovio suyo, inspiración que anteriormente le sirvió para su álbum 21.
Originalmente, se rumoreaba que la canción iba a ser el primer sencillo del álbum, sin embargo «Hello» fue elegida en su lugar ya que «Send My Love (To Your New Lover)» no representaba verdaderamente la esencia de 25. Luego del éxito de «Hello», en noviembre de 2015, Billboard escribió un artículo preguntando cuál sería el próximo sencillo de 25, sugiriendo «When We Were Young» o «Send My Love (To Your New Lover)». Finalmente, «Send My Love (To Your New Lover)» fue confirmado como el tercer sencillo del álbum por iHeartRadio, y fue lanzado el 16 de mayo de 2016 a través de plataformas digitales como iTunes, Spotify, Amazon Prime, y otros.

## Recepción
Seguido el lanzamiento de 25, «Send My Love (To Your New Lover)» debutó en numerosas listas musicales del mundo. Entre ellas se mencionan Alemania (94), Australia (88), Austria (56), Finlandia (14) y Francia (64). En los Estados Unidos, la canción debutó en la posición número 79 de la lista Hot 100 de Billboard, en la edición del 12 de diciembre de 2015. Eventualmente, la canción fue confirmada como el tercer sencillo oficial de 25, el 16 de mayo de 2016. Tras mantenerse varias semanas fuera del Hot 100, «Send My Love (To Your New Lover)» regresó a la lista en la posición 26, en la edición del 11 de junio de 2016, gracias al estreno de su vídeo oficial durante la transmisión de los Billboard Music Awards 2016, que tuvieron lugar en Las Vegas el 22 de mayo. Durante esa semana, la canción logró vender 55 000 descargas digitales, generando un aumento del 343% con respecto a la semana anterior, lo que produjo que retornara a la lista de Digital Songs en el puesto número 13. Posteriormente, en la edición del 30 de julio de 2016, la canción ascendió hasta la posición número 8, convirtiéndose en el segundo sencillo de 25 en alcanzar el top 10 del Hot 100 de Billboard y el sexto en general de la cantante. Asimismo, alcanzó el top 10 de Digital Songs y Radio Songs gracias a las ventas de 51 000 descargas y la obtención de una audiencia radial de 79 millones, respectivamente. En el Reino Unido, «Send My Love (To Your New Lover)» alcanzó el top 10 de la lista Official Singles en la edición del 30 de junio de 2016, ascendiendo de la posición 15 hasta la 6, lo que le otorgó a Adele el octavo éxito top-10 en su país de origen. La siguiente semana, ascendió un escalón más hasta la posición número 5.

## Promoción

### Vídeo musical
El 22 de mayo de 2016 se estrenó el videoclip de «Send My Love (To Your New Lover)» en los Billboard Music Awards, posteriormente se lanzó a través de la cuenta oficial de Vevo de la cantante. Fue grabado en Londres bajo la dirección de Patrick Daughters, el vídeo muestra a Adele con un vestido de rosas que contrasta con el fondo negro. La producción visual inicia con un plano general de la cantante, y poco a poco la cámara se acerca hasta enfocar su rostro, que empieza a verse menos definido cuando de la imagen se desprenden otras de Adele interpretando el tema. El llamativo efecto se repite varias veces a lo largo del clip, en el que además se aprecia un cambio en los colores que iluminan a la artista, quien canta en un fondo completamente negro. Al finalizar el vídeo las imágenes difusas desaparecen y nuevamente se ve claramente el rostro de Adele.

### Actuaciones en directo
«Send My Love (To Your New Lover)» fue interpretada en vivo por primera vez el 20 de noviembre de 2015 durante un especial de iHeartRadio coincidiendo con la publicación de 25.  La canción es parte de la lista de canciones de su gira de conciertos Adele Live 2016, donde interpreta una versión acústica.

## Certificaciones
| Territorio     | Organismo certificador | Certificación | Ventas certificadas | Simbolización | Ref.    |         |         |         |
| América        | América                | América       | América             | América       | América | América | América | América |
| -------------- | ---------------------- | ------------- | ------------------- | ------------- | ------- | ------- | ------- | ------- |
| Canadá         | Music Canada           | 3× Platino    | 240 000             | 3▲            | [ 18 ]  |         |         |         |
| Estados Unidos | RIAA                   | Platino       | 1 000               | ▲             | [ 19 ]  |         |         |         |
| México         | AMPROFON               | 3× Platino    | 180,000             | 3▲            | [ 20 ]  |         |         |         |
| Europa         |                        |               |                     |               |         |         |         |         |
| Bélgica        | IFPI — Bélgica         | Platino       | 30 000              | ▲             | [ 21 ]  |         |         |         |
| Dinamarca      | IFPI — Dinamarca       | Oro           | 15 000              | ●             | [ 22 ]  |         |         |         |
| Italia         | FIMI                   | Platino       | 50 000              | ▲             | [ 23 ]  |         |         |         |
| Polonia        | ZPAV                   | Platino       | 20 000              | ▲             | [ 24 ]  |         |         |         |
| Reino Unido    | BPI                    | Platino       | 600 000             | ▲             | [ 25 ]  |         |         |         |
| Suecia         | IFPI — Suecia          | 2× Platino    | 80 000              | 2▲            | [ 26 ]  |         |         |         |
| Oceanía        |                        |               |                     |               |         |         |         |         |
| Australia      | ARIA                   | Platino       | 70 000              | ▲             | [ 27 ]  |         |         |         |
| Nueva Zelanda  | RIANZ                  | Platino       | 15 000              | ▲             | [ 28 ]  |         |         |         |

## Créditos y personal
- Adele Adkins: composición, voz principal y guitarra.
- Max Martin: productor y coros.
- Shellback: productor, programación y percusión.
- Michael Ilbert: ingeniero musical.
- Serban Ghenea: ingeniero de mezcla musical.
- John Hanes: ingeniero de mezcla musical.

## Historial de lanzamiento
| País         | Fecha              | Formato          | Edición  | Discográfica  | Ref.   |
| ------------ | ------------------ | ---------------- | -------- | ------------- | ------ |
| Italia       | 13 de mayo de 2016 | Radio            | Estándar | XL Recordings | [ 29 ] |
| Mundialmente | 16 de mayo de 2016 | Descarga digital | Estándar | XL Recordings | [ 30 ] |